# パグパグ
パグパグ（タガログ語、pagpag）とは、フィリピンにおいて貧困者が残飯を食糧として生活している問題のことである。パグパグが発生する背景に経済的不平等の問題があることはもちろんのこと、その行為の性質上から保健衛生上の問題も孕む。

## 背景
フィリピンでは貧富の格差が激しく、富裕層がいる一方で国民の半数近くが貧困層である。スラム街住民やストリートチルドレンの多くは、金銭的な理由からまともな食材を購入できないことがままある。そのため、貧困者はファストフード店のゴミ箱を漁り、残飯として捨てられた生ごみを再調理し（時にはそのまま）食べることを余儀なくされている。
パグパグという名称は、残飯から汚れを払う日常からタガログ語の「パグパグ (pagpag) = 振り落とす」という言葉に由来する。また、健康上のリスクとして食品を媒介した病気や毒素の摂取があるとされ、フィリピン政府から警告もなされているが、貧困層はこれを食べる以外に選択肢が無いというのが現状である。

## 調理方法
まず、ゴミ袋の中から生ごみ（残飯）とそれ以外のゴミ（ストローや紙コップ、紙ナプキンなど）を分ける。次に食べられそうな残飯から汚れを払い落とし、水で洗って少量の調味料を加えた後、鍋で煮るか焼くのが一般的とされる。また、調理済みの残飯は小分けにされ、貧困者向けに販売されることもある。